# Noctua pallida
Noctua pallida là một loài bướm đêm trong họ Noctuidae.